# Squatina tergocellata
Squatina tergocellata es una especie de elasmobranquio escuatiniforme de la familia Squatinidae.

## Descripción
Las hembras tienden a tener una longitud total de 1150–1250 mm, mientras que los machos tienen una longitud de 810–910 mm en la madurez sexual.

## Distribución geográfica y hábitat
Es endémico del sur de Australia entre las latitudes 30°S y 35°S, y habita en profundidades de 130 a 400 m (430 a 1,310 pies).

## Comportamiento
La reproducción es ovovivípara, con dos a nueve crías por camada. Poseen un período de gestación mínimo de 6 a 12 meses y el parto puede ocurrir cada dos años.